# Pedomorfizmus
A pedomorfizmus tudományos megnevezés arra a jelenségre, amikor egy felnőtt állat a fejlődése során megőriz bizonyos kölyök vonásokat. Tipikus példa a kutyák pedomorfizmusa, egy felnőtt kutya sokkal inkább hasonlít mind kinézetében, mind viselkedésében egy farkaskölyökre, mint egy felnőtt farkasra. A háziasított állatokról többnyire elmondható, hogy mindegyikük pedomorf.